# حوزة الري العلمية
حوزة الرّيّ العلميّة أو حوزة السيّد عبدالعظيم  ظهرت في النّصف الثّاني من القرن الثّالث الهجريّ إبّان هجرة العلويين إلى تلك الحاضرة الإسلاميّة الّتي مثّلت في العصر البويهي- إحدى الحكومات الشّيعيّة- لمّدة 85 عاماً (335-420 هـ ق) مركزاً لأبرز الولايات التّابعة للحكم البويهيّ.
وكان للحماية والدعم الكبيرين اللذين أسداهما الحكّام والولاة البويهيّون للعلم والمعرفة الأثر الكبير في نشوء هذا الصّرح العلميّ الكبير الّذي تحوّل- في يوم ما- إلى أكبر الحواضر العلميّة على خارطة العالم الشيعي الّتي تمكّنت من استقطاب الكثير من العلماء والمحدّثين والفقهاء الشيعة إليها، يقع في طليعة هؤلاء الأعلام الشيخ الصدوق. فضلا عن استقطابها للكثير من الأسر العلميّة الكبيرة التي أحسّت بدفئ أحضان مدرسة الرّيّ وعاشت في أجوائها مرتاحة البال فقامت بنشر العلوم والمعرفة هناك تحت مظلّة حكومة آل بويه المستقرة نسبيّاً، ومن أبرز تلك الأسر العلميّة آل بابويه، وآل المطهر بن علي، وآل الدوريستي وآل الخزاعي. وقد أنجبت مدرسة الرّيّ الكثير من الأفذاذ الّذين يشار لهم بالبنان كمحمد بن يعقوب الكليني، والشّيخ الصّدوق، وابن قبة الرازي وأبي الفتوح الرازي.

## الجذور التاريخية
شهدت العقود الأخيرة من حياة الدولة الأموية هجرة شيعية باتجاه حاضرة الري، خاصة بعد مؤازرة الشيعة لثورة زيد بن علي سنة 120 هـ ق. ثم تحوّلت بعد قيام الدولة العباسية سنة 132 هـ ق إلى إحدى أهم مراكز التشيع في العالم آنذاك.

### حضور أصحاب الأئمة (ع)
سجّلت المصادر الرجالية والتاريخية أسماء الكثير من أصحاب الأئمة (ع) من الوكلاء والرواة والمحدثين ومنذ عصر الإمام الباقر (ع) إلى عصر غيبة الإمام المهدي (عج) من رجال تلك الحاضرة الإسلامية، منهم: أعين الرازي من أصحاب الإمام الباقر (ع)،عبد الرحيم بن سليمان الرازي وعيسى بن ماهان ويحيى بن علاء وولده جعفر من أصحاب الإمام الصادق (ع)،  بكر بن صالح الرازي من أصحاب الإمام الرضا (ع)الحسن بن عباس حريش الرازي وعبد الله بن محمد الرازي من أصحاب الإمام الجواد (ع)،يحيى بن أبي بكر الرازي وسهل بن زياد الرازي من أصحاب الإمام الهادي (ع) وصالح بن حماد ومحمد بن يزداد الرازي من أصحاب الإمام الحسن العسكري (ع).

### هجرة العلويين
وقد رصدت المصادر التاريخية أيضا هجرات علوية باتجاه مدينة الري إبّان عصر الأئمة ، ولم يكن المهاجرون من الناس العاديين بل كان البعض منهم من وجوه العلماء والمحدّثين الشيعة الكبار. يقع في مقدمتهم السيّد عبد العظيم الحسني من أحفاد الإمام الحسن  ومن أصحاب الإمام الجواد (ع) وكان للحسني دوره البارز في نشر التعاليم والعقائد الشيعية في تلك الربوع.

### تشكيل المدرسة العلمية
صحيح أن جذور تشكيل مدرسة الري العلمية تعود إلى نشاط أصحاب الأئمة والمهاجرين الأوائل من العلويين الذين رووا الحديث ونشروا معارف مدرسة أهل البيت (عليهم السلام) في مدينة الري الذين كان لهم الفضل في انطلاقة الحركة العلمية فيها؛ إلا أنّ بدايات النشاط العلمي الشيعي المتناسق والمنظم يعود- ظاهراً- إلى النصف الثاني من القرن الثالث الهجري. ففي عام 275 هـ ق تمكّن أحمد بن حسن المارداني من الهيمنة على حكومة الري وقام بعد إعلان تشيّعه بإكرام العلماء والاهتمام بشأن المذهب وتقديم الدعم لهم في حركتهم العلمية في الكتابة والتأليف منها كتاب فضائل أهل البيت لعبد الرحمن بن أبي حاتم.

### في عصر آل بويه
تحوّلت الري في العصر البويهي وطلية 85 عاماً- هي الحد الفاصل ما بين 335- 420 هـ ق- إلى إحدى أهم الحواضر العلمية على خارطة الدولة البويهية. وكان للحماية والدعم الكبيرين اللذين أسداهما الحكّام والولاة البويهيون للعلم والمعرفة الأثر الكبير في نشوء هذا الصرح الكبير، مضافاً إلى سياسة التسامح والانفتاح التي اعتمدها الحكام البويهيون والمنهج العقلاني الذي أبداه أعلام الشيعة في بيان الفكر الإمامي والمحافظة على أدب الحوار واحترام الآخر من أتباع المذاهب والديانات الأخرى و.... مما ساعد كثيراً في تعزيز النشاط العلمي والثقافي في تلك الحاضرة الإسلامية.

### حضور الشيخ الصدوق
فضلا عن ميل الكثير من الرازيين إلى التشيع وظهور العديد من العلماء الكبار في الوسط الشيعي هناك فقد شهدت المدينة هجرة الكثير من الفقهاء والمحدثين والعلماء الشيعة الكبار إليها من شتّى الأقطار الإسلامية، ومن أشهر الأعلام الذين شدّوا الرحال مهاجرين صوب حاضرة الري هو الشيخ الصدوق محمد بن علي بن بابويه القمّي،  وذلك في حدود سنة 347 ه ق، متوجّها من مدينة قم صوب الري استجابة لطلب من ركن الدولة البويهي الذي حكم ما بين 335- 366 هـ ق، متخذاً من الري موطناً له. وقد شكّل حضورة انعطافة كبيرة في تطوّر الحركة العلمية وتنشيطها في المدرسة الرازية، فكان مضافاً إلى عقده لمجالس البحث والمناظرة مع أتباع الديانات والمذاهب الأخرى – التي حضر ركن الدولة بعضها- يقوم بعقد مجالس للدرس وإملاء الحديث هناك.

### حضور سائر العلماء
شهدت مدينة الري حضور الكثير من العلماء مضافاً إلى الشيخ الصدوق، منهم:
- أبو محمد جعفر بن أحمد بن علي الرازي (علي بن أحمد) وكان من المعاصرين للشيخ الصدوق، سكن الري ونشط في الحركة العلمية تأليفاً ونشراً للكثير من معارف وعلوم المذهب الشيعي وفي شتى المجالات.[13]
- ومن الأعلام الرازيين عامّة وآل الكليني خاصّة الذين برزوا في المدينة إلى جانب المحدثين والفقهاء من آل بابويه وأضفوا على الحركة العلمية نوعاً من الازدهار والنشاط الثقافي، محمد بن محمد بن عاصم الكليني ومحمد بن أحمد السناني وهما من رواة آثار كل من الشيخين الكليني والصدوق، [14] ومنهم أبو علي القطان الرازي من مشايخ الصدوق.[15]

### دور الوزراء والحكام البويهيين
لعب بعض الولاة والحكام البويهيين دوراً بارزاً في تنشيط الحركة العلمية ودعم المسيرة الثقافية في مدينة الري، منهم الصاحب بن عبّاد وزير فخر الدولة الديلمي الحاكم ما بين 373- 387 هـ ق الذي كان يعقد مجلساً للعلم والمحاورة في بيته. وكان الصاحب يرتدي زيّ العلماء ويضع الطيلسان ويتحنك بها، وكان يحضر درسه الكثير من الناس والعلماء من أبرزهم القاضي عبد الجبار المعتزلي.
ومن هؤلاء الوزراء أبو سعيد منصور بن حسين الآبي المتوفى سنة 422 ق والذي استوزر لمجد الدولة البويهي (387-420هـ ق)، وكان ضليعاً بالكثير من الفنون والعلوم وخاصّة التاريخ وعلوم اللغة، وكان قد تلمّذ على يد الشيخ الطوسي، وروى عنه الشيخ عبد الرحمن النيسابوي الخزاعي.

### هجوم محمود الغزنوي
بقيت حركة مدرسة الري العلمية نشطة حتى شنّ محمود الغزنوي هجومه على المدينة سنة 420 هـ ق  الذي تسبب بانهيار الحركة وإلحاق أضرار كبيرة بالبنية التحتية للعلم والمعرفة جرّاء تدمير المراكز العلمية وإحراق المكتبات وقتل الكثير من العلماء الشيعة تحت ذريعة ميولهم القرمطية والاتجاهات الباطنية.

### في العصر السلجوقي
ومع ذلك، فقد شهد العهد السلجوقي بسبب الروح التسامحية والتوازن الذي أبداه علماء الشيعة بعيداً عن التطرّف مضافاً إلى الجهد المتواصل الذي أبدوه في حركتهم الاجتماعية والعلمية، نوعاً من الانفراج والتقارب والميل من قبل السلاطين والوزراء السلاجقة تجاه الشيعة والترحيب بحركتهم العلمية. مما مهد الطريق أمام المدرسة الرازية لتستعيد حيويتها وتلتقط أنفاسها ونشاطها العلمي والتبليغي رويداً رويدا.ً وهذا ما تشير إليه أسماء الكثير من البيوتات العلمية الشيعية التي برزت في تلك الفترة مضافاً إلى مؤلفاتهم والعديد من المدراس والمراكز العلمية التي نشأت في تلك الديار طلية الفترة الممتدة ما بين بدايات النصف الثاني من القرن الخامس إلى نهايات القرن السادس الهجري.

## البيوتات الشيعية في العصر السلجوقي

### آل بابويه
لمعت بعض الوجوه الشيعية من آل بويه إبّان العصر السلجوقي، منهم حسن بن حسين بن بابويه المعروف بحسكا، وكان من الفقهاء الذين لا يشق لهم غبار متصدياً للتعليم والإرشاد في الري. وكان قد أنشأ مدرسة في الري لتعليم الأطفال القرآن الكريم وعلومه. وكان حسكا– هذا- والد الشيخ موفق الدين عبيد الله الذي ترجم له والده الشيخ منتجب الدين في كتابه الفهرست، بقوله: الشيخ الوالد موفق الدين بن بابويه القمّي نزيل الري فقيه ثقة من أصحابنا قرأ على والده الشيخ الإمام شمس الإسلام حسكا بن بابويه.
ومن هذا البيت العلمي الشيخ بابويه بن سعيد بن محمد بن الحسن بن بابويه، فقيه صالح مقرئ قرأ على الشيخ شمس الإسلام الحسن بن الحسين بن بابويه وله كتاب حسن في الأصول والفروع سمّاه الصراط المستقيم، قرأه عليه الشيخ منتجب الدين صاحب الفهرست. وقال ابن حجر العسقلاني: كان بيته بيت العلم والجلالة وله مناقب وصنف في الأصول كتاب الصراط المستقيم. ومن هذا البيت الشيخ منتجب الدين الرازي الذي يُعد من أشهر أعلام آل بابويه علماً وبحثا وتحقيقاً، تلمّذ على أكثر من 55 شيخاً في شتّى المدن والحواضر الإسلامية.

### آل المطهر بن علي
ومن الأسر العلمية التي قطنت الري في تلك البرهة الزمنية، أبناء وأحفاد المطهر بن علي الزكي نقيب الشيعة في كل من الري وقم، وكان لهذه الأسرة دور فاعل في نشر الكثير من العلوم والمعارف الشيعية، ومن أبرز وجوه هذه الأسرة: شرف الدين محمد نقيب النقباء في الري، وصف بالفضل والجلالة وامتدحه قوامي الرازي. وكان له مجلس درس في الري تلمّذ عليه الشيخ منتجب الدين. ومنهم أيضا أبو القاسم يحيى، أحد نقباء الري وصاحب الفضل والكمال، حضر الشيخ منتجب الدين حلقة درسه ومنه استمد فكرة تدوين كتابه الفهرست.

### آل الدوريستي
أنجبت أسرة الدوريستي في تلك الفترة عدداً من مبرّزي العلماء والمفكرين، منهم: أبو عبد الله جعفر بن محمد الدوريستي، له تصانيف كثيرة، منها: كتاب الكفاية في العبادات وكتاب عمل يوم وليلة وكتاب الاعتقاد. وقد أشار عبد الجليل القزويني الرازي  إلى أسماء عدد من أعلام آل الدوريستي ودورهم في نشر الفكر الشيعي مشيراً إلى مصاحبة الخواجة حسن الدوريستي ابن أبي عبد الله جعفر للخواجة نظام الملك الطوسي.

### آل الخزاعي
بذل رجال آل الخزاعي دوراً بارزاً في المحافظة على نشاط الحركة العلمية في الري ونشر الدين والمعارف الشيعية هناك، ومن أبرز وجوه هذه الأسرة: الشيخ الثقة التقي أبو بكر أحمد بن الحسين بن أحمد النيسابوري الخزاعي، وكان عدلاً عيناً ديّناً، قرأ على السيّدين المرتضى والرضي والشيخ أبي جعفر الطوسي رحمهم الله، له الأمالي في الأخبار في أربع مجلدات وكتاب عيون الأحاديث والروضة في الفقه والسنن والمفتاح في الأصول والمناسك. ومنهم ولده الشيخ الحافظ عبد الرحمن النيسابوي المتوفى سنة 485 هـ ق ترجم له الشيخ منتجب الدين في الفهرست قائلا:
شيخ الأصحاب بالري، حافظ، واعظ، سافر في البلاد شرقاً وغرباً وسمع الأحاديث عن المؤالف والمخالف.
وله تصانيف منها:
- سفينة النجاة في مناقب أهل البيت
- العلويات
- الرضويات
- الأمالي
- عيون الأخبار
- مختصرات في المواعظ والزواجر

أخبرنا بها جماعة منهم السيّدان المرتضى والمجتبى ابنا الداعي الحسيني وابن أخيه الشيخ الإمام جمال الدين أبو الفتوح الخزاعي عنه رحمهم الله، وهو قد قرأ على السيّدين علم الهدى المرتضى وأخيه الرضي والشيخ أبي جعفر الطوسي والمشايخ سلار وابن البراج والكراجكي رحمهم الله جميعاً. ومنهم أبو الفتوح الرازي الذي جاء في ترجمة منتجب الدين له: عالم واعظ مفسّر دين له تصانيف منها التفسير المسمّى بروض الجنان وروح الجنان في تفسير القرآن عشرين مجلداً، وروح الأحباب وروح الألباب في شرح الشهاب، قرأهما الشيخ منتجب الدين عليه. تلمّذ عليه الكثير من الشخصيات كأبي طالب الطوسي وصفي الدين الحيروي وابن شهر آشوب.

### سائر العلماء
شهدت المدرسة الرازية بزوغ الكثير من الشخصيات العلمية منهم سديد الدين الحمصي، وعبد الكريم الرافعي مؤلف التدوين في أخبار قزوين، وعماد الدين الطبري صاحب كتاب بشارة المصطفى لشيعة المرتضى، ومحمد بن أبي مسلم أبي الفوارس الرازي، ورشيد الدين الرازي، وقطب الدين الراوندي، وعبد الجبار بن عبد الله الرازي من تلامذة
وأستاذ العلماء وطلاب العلوم في عصره، والسيّد تاج الدين الموسوي من مبرّزي علماء المدرسة الرازية. وهذه الثلة الكبيرة من العلماء والفقهاء والمحدثين التي ظهرت في العصر السلجوقي تكشف وبوضوح عن انتعاش مدرسة الري الشيعية في ذلك العصر.

## عصر الافول
شهدت مدينة الري في القرن السابع العديد من الهجمات المغولية، أصابها على أثرها الكثير من الدمار وإندثرت الكثير من معالمها ولم تتمكن الحوزة العلمية بعدها من استعادة عافيتها ونشاطها العلمي رغم ظهور علماء كبار فيها كأحمد بن حسن النهاوندي وقطب الدين الرازي وتاج الدين محمود الرازي.

## خصائص مدرسة الري العلمية
توفّرت مدرسة الري على مجموعة من الخصائص البارزة التي يرصده الباحث في تاريخ هذا الصرح العلمي الكبير، منها:
1. من الخصائص التي امتازت بها وخصوصاً في بداية تشكيلها، التواصل المستمر لعلمائها ومحدثيها مع الأئمة المعصومين (ع) إلى زمن وقوع الغيبة. فمع وجود المحدثين والرواة المباشرين الذين سجلت المصادر الرجالية والفقهية أسمائهم، هناك طائفة من الرازيين تواصلوا مع الأئمة (ع) عن طريق المكاتبة أو التشرّف بلقائهم عليهم السلام.
2. الخصيصة الثانية، التواصل مع المراكز العلمية المنتشرة في حواضر العالم الإسلامي. فقد رصدت لنا المصادر التاريخية التواصل المعرفي الذي كان يقوم به علماء ومحدثو مدرسة الري- وخاصة في بدايات تشكيلها – مع المراكز العلمية الأخرى الموزعة في شتى الحواضر الإسلامية والسفر إلى تلك الديار كمدينة قم وبغداد والكوفة والنجف للتزوّد المعرفي والتلاقح الفكري. مضافاً إلى استقبالها للكثير من علماء وطلبة المدراس الأخرى الذين ألقوا رحالهم في ربوع الري للانتهال من نمير علمائها.
3. شهدت مدينة الري منذ القرن الثالث إلى القرن التاسع الهجري وجود حالة من التعايش بين أتباع الديانات والمذاهب المختلفة، الأمر الذي خلق في ربوعها حالة من التلاقح الفكري والحوار المذهبي والديني، بل كانت حلقات الدرس تشهد– أحياناً- مزيجاً من أتباع المذاهب والأديان تحت منبر عالم واحد.

## المراكز العلمية

### المساجد
تُعد المساجد من أهم المراكز التعليمية للبحث والمناظرة في حاضرة الري وكانت بحدّ من الوفرة حتى أن الباحث حمد الله المستوفي  أوصل عدد مساجد الري إلى ثلاثين ألف مسجد في النصف الثاني من القرن الثاني. كما شهدت الري في القرن السادس بناء عدد من المساجد التابعة للمذاهب الأخرى والتي بقيت مركزاً للدرس والمناظرة لفترة زمنية طويلة؛ إذ يعود تأسيس البعض منها إلى القرون السالفة.

### المدارس
تمثل المدارس العلمية الرافد المعرفي الآخر في الوسط الشيعي. ورغم أن المصادر التاريخية لم تسعفنا بأسماء تلك المدارس وخوصوصياتها في العصر البويهي إلا أن عبد الجليل القزويني الرازي  أشار إلى كثرة مدارس السادة في المدن الشيعية المختلفة قبيل القرن السادس الهجري، مما يكشف عن النشاط الكبير والأهمية الكبرى لتلك المدراس، مضافاً إلى تسجيله لأسماء عشر مدارس شيعية نشطت في نشر الفكر الشيعي في تلك الحاضرة إبّان العصر السلجوقي، منها:
- مدرسة السيّد تاج الدين محمد الكيسكي، جاء في كتاب «النقض» الذي كتبه القزويني سنة 560 هـ ق ما يشير إلى تاريخ هذه المدرسة: من نحو تسعين سنة تنعقد هناك مجالس الوعظ والإرشاد والمناظرة، وهي مركز لاجتماع العلماء والسادة والفقهاء المعروفين.[38]
- مدرسة شمس الإسلام حسكا بن بابويه، وقد نشطت هذه المدرسة مضافاً إلى البحث والمناظرة بتعليم الأطفال العلوم القرآنية وتلاوة المصحف الشريف وسائر العلوم الضرورية.[39]
- ومن تلك المدارس مدرسة علي جاسبي الواقعة في محلة الأصفهانيين في الري.[40]
- وقد بلغ النشاط العلمي ذروته في تلك المدارس حتى أن بعض مدارس العصر السلجوقي المسماة بمدرسة الخواجة عبد الجبار كانت تتوفر على 400 فقيه ومتكلّم يتصدون لتدريس الشريعة فيها.
- وكانت لعبد الجليل القزويني نفسه مدرسة كبيرة في الري، كان يلقي فيها دروسه أيّام الجمعات.[41]
- فيما توفرت مدرسة الخواجة إمام رشيد الرازي على ما يقرب من 200 عالم يلقون دروسهم في أصول الدين وأصول الفقه وعلم الشريعة.[42]

قالب:المدارس العلمية

### المكتبات
كانت المدارس المذكورة تتوفر على مكتبات كبيرة، بل توفر البعض منها على مكتبات تخصصية تقوم بنشاطات علمية وبحثية عميقة. فقد احتوت مدرسة الخواجة إمام رشيد الرازي على مكتبة ضخمة ومجهزة تجهيزاً جيداً توفر للباحثين مستلزمات البحث والتحقيق. وكانت تلك المكتبات الموزعة في أكثر من محلة من محلات حاضرة الري، متوفرة على الكثير من الكتب الأصولية والفقهية والتاريخية و... بلغت من الكثرة بحيث يصعب معها إحصاؤها، بل يستلزم ذكر أسمائها وأسماء مؤلفيها لمصنّف خاص، كما شهد بذلك عبد الجليل القزويني الرازي. وكانت تلك المكتبتات تجمع بين المطالعة والبحث والتحقيق وإلقاء الدروس وعقد مجالس الحوار والمناظرة، ومن تلك المكتبات:
- شيّد أبو الفضل ابن العماد وزير ركن الدولة البويهي مكتبة ضخمة في الري احتوت على الكثير من الرسائل والكتب القيّمة، وقد تولى مسكوية مسؤولية أمانتها العامّة ورعاية شؤونها.[44]
- ومن أشهر المكتبات التي ترجع إلى العصر البويهي مكتبة الصاحب بن عبّاد، وهي مكتبة عامّرة، قيل إنّه جمع فيها ما يحتاج في نقلها إلى أربعمائة جمل.[45] وبلغ مجموع كتبها حسب بعض الإحصائيات 217000 مجلد.[46]
- وقد شهد العصر السلجوقي إنشاء عدد من المكتبات منها مكتبة نقيب نقباء الري شرف الدين محمد التي اشتهرت بكونها مركزاً علمياً مرموقاً.؟

### الخانقاهات والتكايا
شهد العصر السلجوقي نشوء بعض التكايا (الخانقاه) التابعة لأبناء الطائفة الشيعية يعتمدونها كمراكز علمية للبحث والتدريس ونشر أحكام الشريعة.

## النظام المالي
يتمّ تأمين ميزانية المراكز العلمية، بما في ذلك المساجد الشيعية والمدارس والمكتبات بمختلف الوسائل وشتّى السبل، منها:
1. الموقوفات؛ التي تمثل أبرز مصادر التمويل لتلك المراكز العلمية والدينية.
2. الحقوق الشرعية والعائدات الخيرية؛ ومن المصادر التي يعتمدها المسؤولون لتأمين متطلبات المراكز العلمية الأموال الحاصلة عن طريق الأموال الشرعية والعائدات الخيرية والصدقات.
3. التبرّعات والهبات؛ ومن المصادر المعتمدة في هذا المجال ما تجود به يد الشخصيات الكبيرة من الوزراء والتجّار الذين يخصصون جزءاً من أموالهم للصرف في المجال العلمي والديني.
4. الاكتفاء الذاتي؛ كان أكثر العلماء وأغلب طلبة العلوم الدينية يقومون بتأمين ما يحتاجون إليه من خلال الكدح والعمل والتجارة، فقد كان مسكوية على سبيل المثال أميناً لمكتبة أبي الفضل ابن العميد، الأمر الذي يؤمن لها متطلبات الحياة اليومية.

## المواضيع الدراسية
توزّعت الدراسة في المدرسة الرازية على أكثر من علم، كعلوم القرآن الكريم والحديث والتاريخ والكلام والفقه، مضافاً إلى العلوم العقلية، وكان لكلّ فرع من تلك الفروع الدراسية مجموعة من المختصين، نشير إلى نماذج منها:

### الأدب
توزّعت الدراسة في المدرسة الرازية على أكثر من علم، كعلوم القرآن الكريم والحديث والتاريخ والكلام والفقه، مضافاً إلى العلوم العقلية، وكان لكلّ فرع من تلك الفروع الدراسية مجموعة من المختصين، نشير إلى نماذج منها:
علوم اللغة العربية
تحظى علوم اللغة العربية بأهمية كبرى في الوسط الحوزوي لما لها من قيمة في فهم النص الديني؛ ومن هنا نرى أعلام المسلمين اهتموا بعلوم اللغة وفروعها كالصرف والنحو والفصاحة والبلاغة مع التعمّق في فهم المتون والنصوص العربية نثراً وشعراً، ولما لهذه العلوم في دور في اكتشاف النكات البلاغية والأدبية المستوحات من آيات الذكر الحكيم. وقد أنجبت مدرسة الري الكثير من أعلام اللغة منهم:
- ابن فارس المتوفى سنة 395 هـ ق صاحب كتاب مجمل اللغة ومقاييس اللغة، ويعدّ الرجل من أعلام مدرسة الري ومن مشايخ كلّ من مجد الدولة البويهي والصاحب بن عبّاد. وقد روى ابن بابويه عن أحمد بن فارس مدرجاً له في عداد الأدباء والمحدثين.[51]
- ابن العميد وتلميذه الوزير البويهي المعروف في مدينة الري الصاحب بن عبّاد، اللذين كانا من أشهر الأدباء العرب في زمانهم.
- مسكويه؛ هو الآخر يُدرج في زمرة الأدباء المتضلعين بكلّ من الأدبين العربي والفارسي وله مصنفات في هذا المجال.
- كمال الدين بندار بن أبي نصر الرازي المتوفى سنة 401 هـ ق كان هو الأخر في عداد أدباء وشعراء الشيعة في ذلك العصر، وكان يجيد النطق باللغتين العربية والفارسية وكان للصاحب بن عبّاد دور كبير في نشأته العلمية والأدبية.
- أبو الحسن محدد بن عبد الله النحوي الرازي الذي كان أستاذاً للأدب العربي في المسجد الجامع في الري.[52]

وقد شهدت الساحة العلمية في الري ظهور الكثير من الشعراء والأدباء الكبار كأبي الفتوح الرازي، والشيخ عبد الجبار بن عبد الله بن علي الرازي وأبي الحسن علي بن محمد الرازي وغيرهم من أدباء العصر السلجوقي الذين يكشف نتاجهم الأدبي عمّا وصلت إليه حاضرة الري من ازدهار أدبي في ذلك العصر.

### علوم القرآن
أنجبت مدرسة الري طائفة كبيرة من الأعلام الذين إهتموا بالشأن القرآني وعلومه المختلفة، منهم:
- محمد بن حسّان الرازي من أصحاب الإمام الهادي (ع) له كتاب ثواب القرآن وكتاب ثواب إنا انزلناه.[54]
- الشيخ الصدوق الذي أولى الدراسات القرآنية عناية خاصّة، حيث جعل القرآن الكريم محور حركته في رسالة الاعتقالات والقواعد العقائدية الأساسية في مدرسة أهل البيت.
- محمد بن أحمد بن الجنيد الإسكافي الرازي؛ من كبار فقهاء وعلماء الشيعة، له عدّة رسائل في القرآن الكريم من قبيل أمثال القرآن.[55] ومنها رسالة إيضاح خطأ من شنّع على الشيعة في أمر القرآن [56] في ردّ إتهامات المخالفين للشيعة بعدم الاعتناء بالدراسات القرآنية وتحريف القرآن.
- أبو سعيد منصور بن حسين الآبي، وهو أوّل من صنّف فهرساً موضوعياً لآيات القرآن الكريم جميع فيه الآيات التي تتحدث عن عناوين مشتركة كالتقوى وذكر الله والحمد والصلاة والشهادة والجهاد والصبر و....[57]

وقد ذكر كلّ من منتجب الدين الرازي  وعبد الجليل القزويني  مجموعة من الرازيين من ذوي الاهتمامات القرآنية ومن القرآء والمفسرين. ويشهد تفسر أبي الفتوح الرازي برواج العلوم والمعارف القرآن في مدينة الري في القرن السادس الهجري.

### علم الحديث
تعتبر مدرسة الري الدينية من أهم المراكز الحديثية في الوسط الشيعي، وقد لعب كلّ من ثقة الإسلام محمد بن يعقوب الكليني والشيخ الصدوق دوراً بارزاً في نشر الحديث منطلقين في الأعم الأغلب لنشاطهم الحديثي من مدينة الري. ولما كان الكثير من المحدثين الرازيين هم من أصحاب الأئمة عليهم السلام؛ فمن هنا إمتازت أحاديث مدرسة الري بعلو الإسناد وقلّة الوسائط في نقل الحديث عن المعصومين.

#### الابتكارات الحديثية لعلماء مدرسة الري
تمخضت الحركة الحديثية الواسعة في مجال النشاط الحديثي في المدرسة الرازية عن مجموعة من الابتكارات من قبيل التبويب والتنظيم. وكان الكليني والصدوق رائدا الحركة الابتكارية الحديثية، تشهد بذلك كتبهم الحديثية التي توفّرت على نسبة كبيرة من التنظيم والترتيب والتنسيق الموضوعي للأحاديث. ومن الأعلام الذين كانت لهم إسهامات ابتكارية في علم الحديث المحدّث الشهير أبو محمد جعفر بن أحمد بن علي الرازي من أعلام القرن الرابع الهجري، تجلت في كتابه الأعمال المانعة من دخول الجنة الذي توفر على جميع الأحاديث المتعرضة لرصد الأعمال المانعة من دخول الجنة؛ وجامع الأحاديث الذي يشتمل على ألف حديث نبوي مرتبة حسب الترتيب الألف بائي؛ وكتاب الغايات الذي توفر على الأحاديث التي تشرع بكلمات على وزن أفعل التفضيل؛ ومنها كتاب المسلسلات أو الأخبار المسلسلة الذي يحتوي على الأحاديث المسلسلة؛ ونوادر الأثر في علي عليه السلام خير البشر يشتمل على سبعين طريقاً للحديث النبوي المعروف «علي خير البشر». وقد تعرّض الشيخ منتجب الدين الرازي  لأسماء طائفة من المحدّثين والحفّاظ الشيعة الذين تركوا بصمات واضحة في ازدهار الحركة الحديثية في حاضرة الري.

### التاريخ
أنجبت المدرسة الرازية الكثير من كبار المؤرخين ترك البعض منهم مصنفات مفصّلة وعميقة، كمسكوية الرازي صاحب كتاب تجارب الأمم وتعاقب الهمم؛ ومنهم أبو سعيد الآبي صاحب كتاب تاريخ الري ؛ والشيخ منتجب الدين صاحب كتاب تاريخ الري أيضا، والذي اعتمده ابن حجر العسقلاني كثيراً في كتابه لسان الميزان .

### علم الكلام
شهدت الري حضوراً مكثفاً لأصحاب الديانات والمذاهب المختلفة، مما إنعكس إيجاباً على حركة البحث الكلامي والجدل العقائدي، فقد إحتضنت الري طائفة من علماء المعتزلة، الحنابلة، الشافعية، الشيعة الأسماعلية، مضافاً إلى اليهود والنصارى. وكان كلّ فريق من تلك الفرق المتصارعة فكرياً يعبّر عن رأيه وينشر أفكاره بكل حريّة، فكانوا يعقدون حلقات البحث والمناظرة في المساجد، وكان حركة المناظرة والجدل الفكري قائمة على قدم وساق بين أتباع الديانتين اليهودية والنصرانية من جهة وبين المسلمين من جهة أخرى. ومن أشهر تلك المناظرات ما أثاره العالم اليهودي رأس الجالوت من إشكالات حول إعجاز القرآن الكريم في وجه الصاحب بن عبّاد وما عقده من حوارات انتهت بهزيمته رأس الجالوت. ومنها مناظرة الداعية الإسماعيلي في الري أبي حاتِم الرازي مع محمد بن زكريا الرازي في موضوع النبوّة؛ وقد عكس كتاب أعلام النبوّة جانباً من تلك المناظرة.

#### أبرز الموضوعات الكلامية
كان لموضوع غيبة الإمام المهدي (عج) التي تُعد من محوريات عقائد المدرسة الإمامية، حضور واضح بين الأبحاث المثارة على طاولة البحث والجدل المذهبي بين الشيعة الإثني عشرية من جهة والمعتزلة والزيدية وغيرهم من جهة أخرى؛ وقد بذل علماء الشيعة جهوداً حميدة لإثبات مبررات ومؤيدات هذا المعتقد والرد على الشبهات المثارة حوله؛ فقد دوّن ابن قبة الرازي بعد تحوّلة من الاعتزال إلى التشيّع مجموعة من الكتب في هذا المجال. فيما أصدر الشيخ الصدوق في تلك الفترة أبرز كتبه الموسوم بكمال الدين وتمام النعمة الذي يتمحوّر حول موضوع الغيبة. وكان لعلي بن محمد الرازي المعروف بعلّان مساهمة في دعم القول بالغيبة في كتابه الموسوم بأخبار القائم عليه السلام  وقد دوّن ثقة الإسلام محمد بن يعقوب الكليني كتاباً في ردّ القرامطة. وممن تصدّى للخوض في المباحث الكلامية والدفاع عن المذهب الفقيه والمتكلم الشيعي المعروف ومن أعلام القرن الرابع علي بن محمد الخزاز القمّي الرازي في كتابيه الإيضاح في الاعتقاد والكفاية في النصوص (كفاية الأثر في النصّ على الأئمة الإثني عشر).

#### متكلمو الشيعة في العصر السلجوقي
شهد العصر السلجوقي ظهور كبار المتكلمين كسديد الدين الحمّصي الذي يعد من الفقهاء والمتكلمين المشهورين في القرن السادس الهجري، وصاحب المصنّفات القيّمة، بداية الهداية، التبيين والتنقيح في التحسين والتقبيح، المنقذ من التقليد والمرشد إلى التوحيد. ومن المؤلفات الكلامية التي صدرت في النصف الثاني من القرن السادس والذي يعكس طبيعة النشاط الكلامي والجدل العقائدي، كتاب «بعض مثالب النواصب في نقض بعض فضائح الروافض» (المعروف بكتاب النقض) تأليف عبد الجليل القزويني الرازي.

### الفقه
ومن العلوم التي راج تداولها في المدرسة الرازية علم الفقه، فقد سجلت المصادر الرجالية والتاريخية التي رصدت الحركة العلمية في الري أسماء الكثير من الفقهاء الرازيين والمؤلفات الفقهية التي دبجتها أنامل هؤلاء الفقهاء الكبار في تلك الحاضرة الإسلامية كابن الجنيد الإسكافي المتوفى سنة 381 هـ ق الذي يعدّ من أبرز فقهاء تلك المرحلة وإن كان غالب نشاطه العلمي تمّ في المدرسة البغدادية، وقد بلغت مصنفاته الفقهية والقرآنية أكثر من خمسين رسالة، كتهذيب الشيعة لأحكام الشريعة، والأحمدي في الفقه الجعفري.
وكان ابن الجنيد قد اعتمد طريقة التصنيف الموضوعي والتقسيم الشجري في مؤلفاته. وبعد استعراض آراء فقهاء المذاهب الأخرى يعرج على الحديث عن رأي فقهاء المدرسة الشيعية المطروحة في المسألة، ثم يعقبها بالرأي المختار لديه. ومن هؤلاء الأعلام ابن قبة الرازي الذي جمع بين علمي الكلام والفقه مضافاً إلى أصول الفقه وقد إشتهرت إشكاليته التي طرحها حول موضوع حجية خبر الواحد والتي عرفت في الوسط العلمي بشبهة ابن قبة. ولم يقتصر العطاء الفقهي على هذين العلمين بل أنجبت المدرسة الرازية طائفة من الأعلام والفقهاء كأبي الطيب الرازي، والشيخ موفق الدين المعروف بالخواجة الآبي، وحسن بن إسحاق بن عبيد الرازي، وأبي الحسن علي بن عبد اللّه الرازي، والسيّد كمال الدين عبد العظيم، وتاج الدين محمود بن حسن الوراميني وفخر الدين محمد بن علي الإسترآبادي و....

## وصلات خارجية
- حوزة العلوم الدينية
- كتاب دور الحوزات العلمية في بناء المجتمع
- الحوزة العلمية في فكر الإمام الخامنئي
- كلية علوم الحديث من فروع حوزة ري العلمية
- حوزة الإمام الصادق (عليه السلام) العلمية الافتراضية

## الهوامش
1. ↑  راجع: أبو الفرج الأصفهاني، ص 132
2. ↑  الطوسي، رجال الطوسي، ص 126
3. ↑  راجع: النجاشي، ص 126، 444؛ الطوسي، رجال الطوسي، ص 237، 258؛ الشوشتري، ج 11، ص 69- 71
4. ↑  راجع: ابن بابويه، مَن لا يحضُرُه الفقيه، ج4، ص499
5. ↑  الطوسي، رجال الطوسي، ص374، 377
6. ↑  رجال الطوسي، ص387، 393
7. ↑  النجاشي، ص 198؛ الطوسي، رجال الطوسي، ص 402
8. ↑  راجع: ابن طباطبا العلوي الأصفهاني، ص151- 167
9. ↑  راجع: النجاشي، ص247- 248
10. ↑  ياقوت الحموي، 1965، ج 2، ص 901
11. ↑  راجع: النجاشي، ص :389
12. ↑  ابن بابويه، كمال الدين وتمام النعمة، ج 1، ص 87- 88؛ النجاشي، ص 392
13. ↑  راجع: آقا بزرك الطهراني، الطبقات: نوابغ، ص68- 69؛ والمجلسي، ج 1، ص 19، 37- 38
14. ↑  ابن بابويه، كتاب مَن لا يَحضُرُه الفقيه، ج 4، ص 223- 534
15. ↑  آقا بزرك الطهراني، الطبقات: نوابغ، ص 23
16. ↑  منتجب الدين الرازي، ص 32، 105
17. ↑  ابن الأثير، ج 9 ، ص 372
18. ↑  عبد الجليل القزويني، ص 142- 145
19. ↑  منتجب الدين الرازي، ص 46- 47؛ عبد الجليل القزويني، ص34- 35
20. ↑  منتجب الدين الرازي، ص 77
21. ↑  راجع: منتجب الدين الرازي،ص42- 43
22. ↑  ابن حجر العسقلاني، ج2،ص261
23. ↑  راجع: قوامي رازي، ص 39- 42، 73- 77
24. ↑  راجع: منتجب الدين الرازي، ص 100
25. ↑  منتجب الدين الرازي، ص 29- 31
26. ↑  منتجب الدين الرازي، ص 45
27. ↑  القزويني الرازي،ص 145
28. ↑  منتجب الدين الرازي، ص 32
29. ↑  راجع: منتجب الدين الرازي، ص 75؛ ابن حجر العسقلاني، ج5، ص85
30. ↑  راجع: منتجب الدين الرازي، ص 48
31. ↑  راجع: المجلسي، ج 104، ص 142؛ خوانساري، ج 6، ص 38- 48؛ آقا بزرك الطهراني، طبقات: الانوار، ص 4، 33
32. ↑  الطوسي، الغيبة، ص415؛ تفرشي، ج 3، ص 291؛ آقا بزرك الطهراني، طبقات: نوابغ، ص 61
33. ↑  راجع: ابن بابويه، التوحيد، ص 68؛ النجاشي، ص 413؛ الخطيب البغدادي، ج 5، ص 457- 458؛ منتجب الدين الرازي، ص 46؛ العلامة الحلّي، ص 268
34. ↑  الخطيب البغدادي، ج12، ص20، ج13، ص210؛ منتجب الدين الرازي، ص46، 53؛ القزويني، ص282؛ الأمين، ج 2، ص 329، ج 3، ص 29، ج 4، ص 82
35. ↑  المستوفي، ص 53
36. ↑  راجع: عبد الجليل القزويني، ص 35، 74، 372، 551- 552
37. ↑  القزويني الرازي، ص 34- 37
38. ↑  القزويني الرازي، ص 34
39. ↑  39.	 القزويني الرازي، ص 34- 35
40. ↑  راجع: القزويني الرازي، ص 35
41. ↑  القزويني الرازي، ص 137- 138
42. ↑  القزويني الرازي، ص 36
43. ↑  القزويني الرازي، ص 38
44. 1 2  راجع: مسكويه، ج 6، ص 262- 263
45. ↑  ابن الأثير، ج 9، ص 110
46. ↑  الصَفَدي، ج 21، ص 22
47. ↑  راجع: عبد الجليل القزويني، ص35- 36 وراجع: عبدالجليل القزويني، ص34
48. ↑  راجع: عبدالجليل القزويني، ص34
49. ↑  راجع: عبدالجليل القزويني، ص 195- 196
50. ↑  ياقوت حموي، معجم الأدباء، ج 5، ص 1938
51. ↑  ابن بابويه، كمال الدين وتمام النعمة، ج 2، ص 453
52. ↑  السمعاني، ج5، ص469
53. ↑  راجع: عبد الجليل القزويني، ص231- 232؛ منتجب الدين الرازي، ص75
54. ↑  النجاشي، ص 338
55. ↑  آقا بزرك الطهراني، الذريعة، ج 2، ص 347
56. ↑  النجاشي، ص 388
57. ↑  راجع: الآبي، ج1، ص29- 150
58. ↑  منتجب الدين الرازي، ص 37، 45، 48
59. ↑  القزويني الرازي ،ص 526
60. ↑  منتجب الدين الرازي،ص 34، 71، 77، 100
61. ↑  راجع: ياقوت الحموي، 1993، ج 2، ص 690
62. ↑  ابن حجر العسقلاني، لسان الميزان، ج1، ص 325- 335، ج 3، ص 74، 83، 85، ج 5، ص 294
63. ↑  راجع: ياقوت الحموي، معجم الادباء، ج2، ص682
64. ↑  راجع: مدرسي الطباطبائي، ص 215- 224
65. ↑  راجع: ابن بابويه، كمال الدين وتمام النعمة، ج 1، ص 61- 63، 87- 88
66. ↑  النجاشي، ص 260- 261
67. ↑  الطوسي، الفهرست، ص 210
68. ↑  النجاشي، ص268؛ ابن شهر آشوب، ص71
69. ↑  الطوسي، الفهرست، ص 377؛ منتجب الدين الرازي، ص 49، 53، 83، 94، 121، 124